# 谒师所
谒师所（guradu'ārā）是锡克教的宗教场所。

## 简介
“谒师所”（ਗੁਰੂ ਨਾਨਕ, guradu'ārā）一词在旁遮普语中的字面含义为“（拜访）上师之门”。锡克教徒有时在指称谒师所时，会在其后加上“萨希卜”以表尊敬。锡克教徒可在谒师所参加宗教集会，或学习、唱诵宗教经典，宗教仪式也在谒师所举行；非锡克教信徒亦可参访谒师所。
锡克教的宗教场所起先称为“dharamshala”，意为“正法之所”，到锡克教第六代上师哈尔戈宾德上师时，才引入谒师所这一称呼。“dharamshala”在印度次大陆其他宗教中通常指修行者的住所，在锡克教中用以称呼锡克教徒的早期宗教场所，可供祈祷，并作为锡克教徒的社群中心。第一座“正法之所”建于旁遮普地区拉维河河畔的卡塔普尔（今属巴基斯坦旁遮普省纳罗瓦尔县），由锡克教创始人、第一代上师那纳克上师创立于1521年。
在锡克教徒心目中及锡克教历史上具有重要意义的谒师所大多位于旁遮普，往往建立于与前十代上师及其的活动与行踪相关的地点，如各“正法之所”的原址。大多数现存的位于南亚次大陆的主要谒师所是自18、19世纪以来，在锡克教政权领导下在特定地址建设或改建的。

## 陈设与建筑

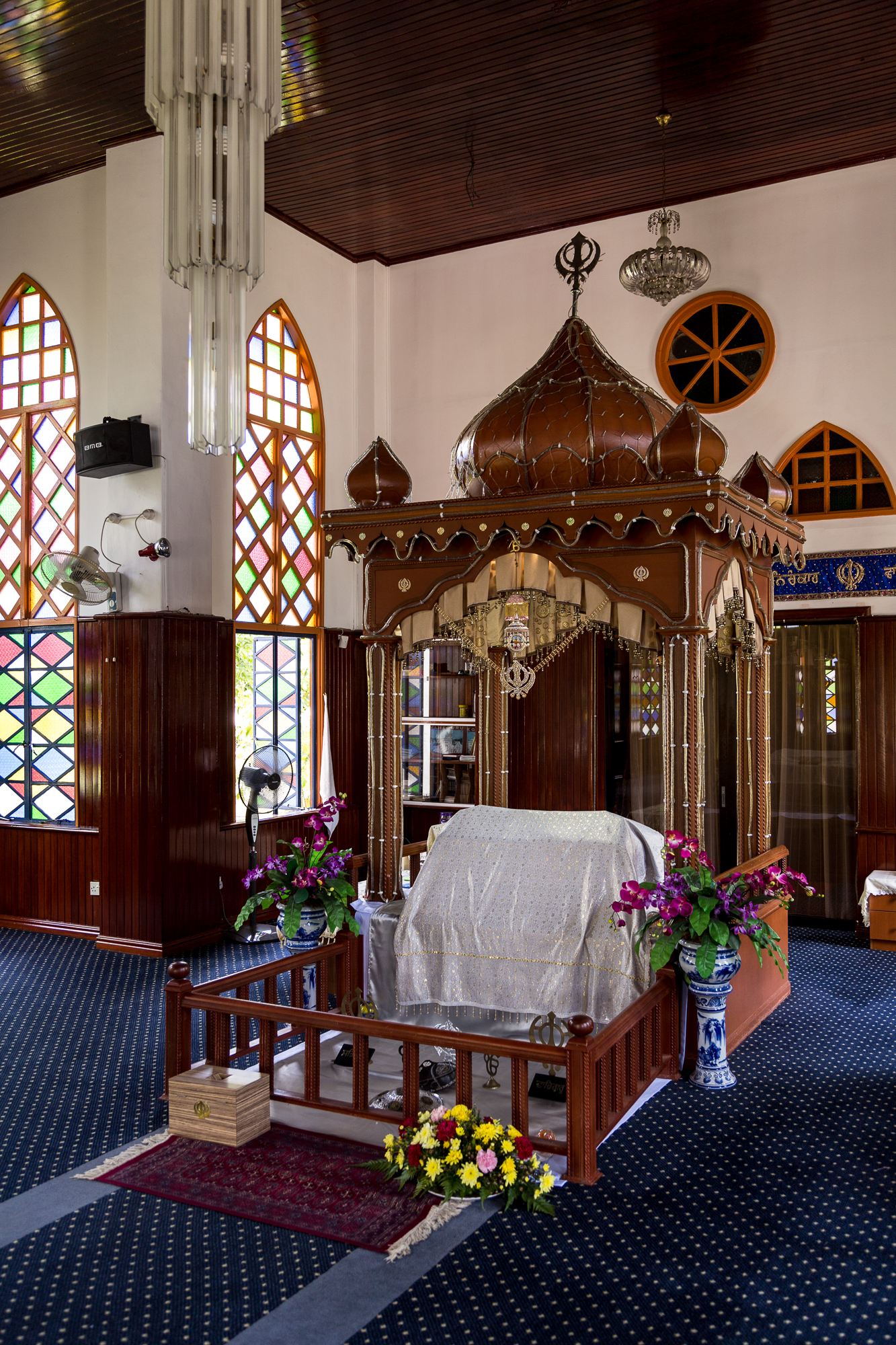
马来西亚亚庇谒师所的正堂（darbar）；宝座上供有《古鲁·格兰特·萨希卜》

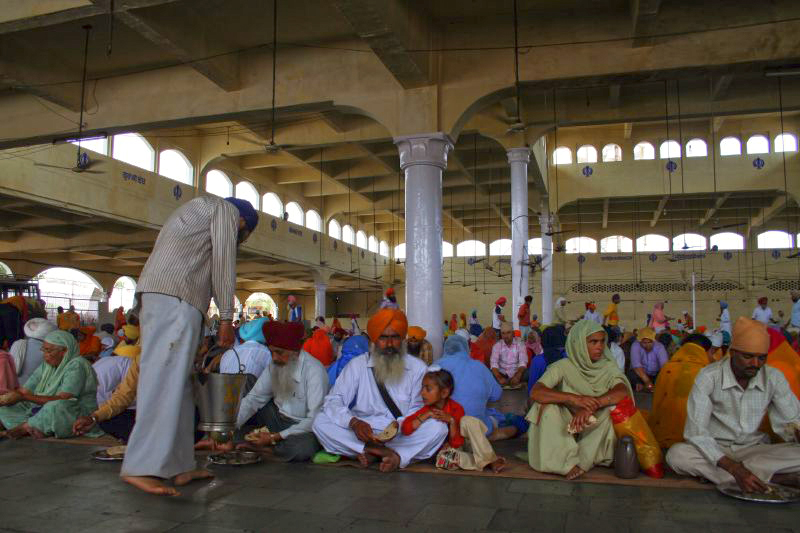
谒师所施舍灶（langar）

谒师所的陈设没有一定的模式和规定。必须含有的陈设，是正堂“darbar”（源出波斯语）中供奉的锡克教宗教经典《古鲁·格兰特·萨希卜》；这部经典被视为锡克教现任的，亦即最后一任的、永存的上师，是谒师所中唯一可供敬奉的对象。根据锡克教的教义，上师与神的概念往往有所关联，而对锡克教徒对神最常用的称呼之一就是“Waheguru”（vāhigurū），意为“伟大的/奇妙的导师、上师”。
《古鲁·格兰特·萨希卜》一般供奉于宝座上，宝座上方配有华盖，且置于较高的平台上。经书可供领诵者或信徒唱诵，无人唱诵时则通常被覆盖起来。此外，基于锡克教教义，谒师所中不能设有神的偶像。
谒师所通常设有4道门，分别以和平、生计、学识和恩典命名，同时也代表着来自东西南北四方，以及四大种姓的访客均受欢迎。建筑外观多尚白色、金色，多有圆顶。谒师所通常还张挂有锡克教的三角形橙黄色底旗帜“Nishan Sahib（niśāna sāhiba）”。
谒师所均设有“施舍灶”，到访者不论种族、信仰均可在此处领取餐食，不收费用。餐食由信徒志愿者准备和供应，为简单的乳素食，以免触犯任何群体的饮食禁忌。此外，谒师所除了作为锡克教徒的信仰中心外，也是社群活动中心，尤其是在锡克教徒作为少数群体的地区，因此一些谒师所还配有宿舍、医务室、托儿所、课堂、维修点等，可为有需要的人士，如朝圣者、穷苦人等提供饭食、住所、陪伴或宗教方面的帮助。

## 礼仪与规定

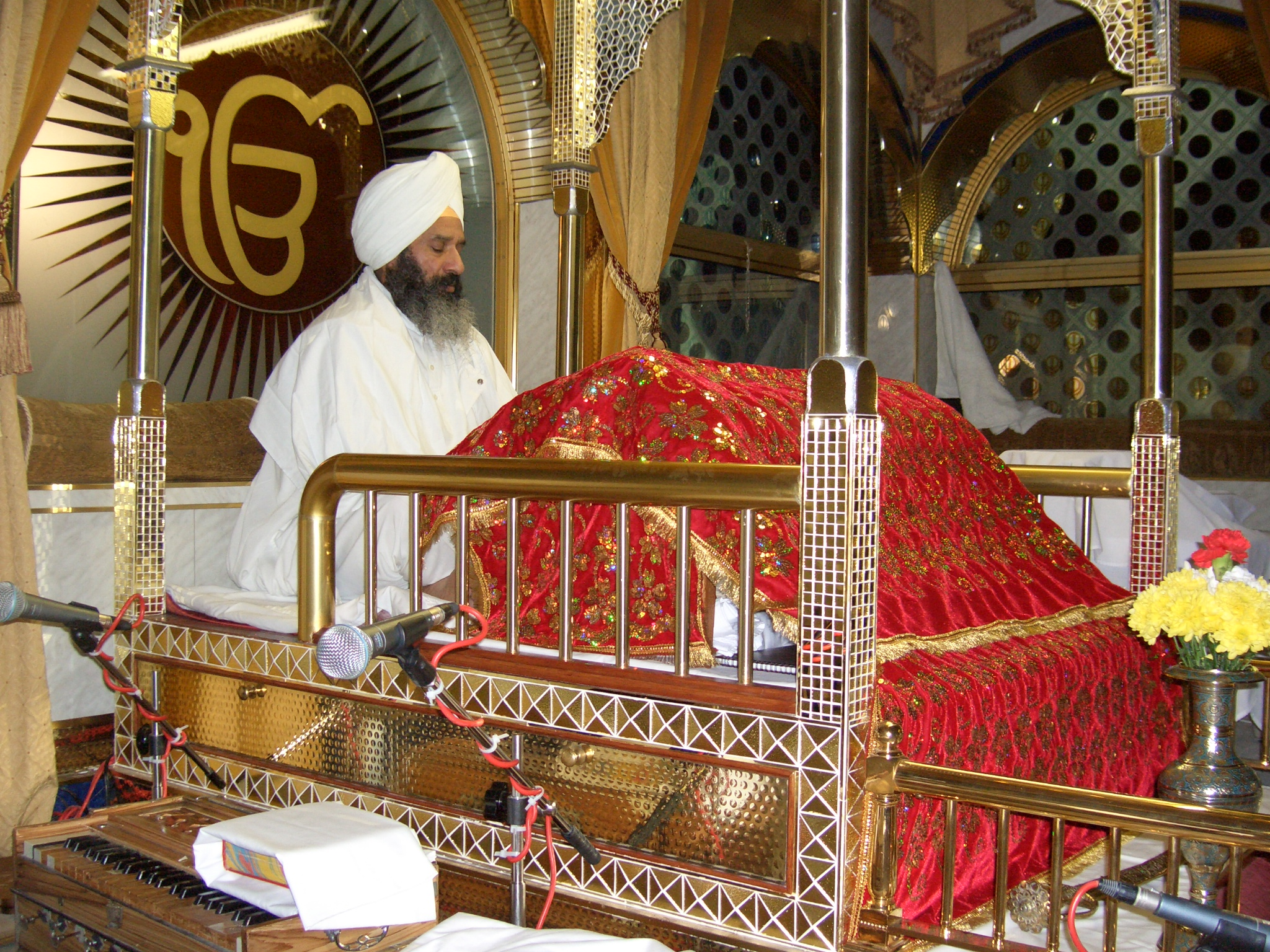
诵经人（Granthi）在谒师所中诵读《古鲁·格兰特·萨希卜》

锡克教徒参拜谒师所时应在供奉有《古鲁·格兰特·萨希卜》的宝座前叩首，以示对经书上师的尊敬和顺从。作为永存的上师，经书被赋予人格化的崇高待遇，仅在白天谒师所开放时供奉于正堂。夜间，经书单独设立房间安放，清晨时则重新放置于正堂。在较大的谒师所中，经书每日进入、离开正堂时均有特定的仪制。照管谒师所的人员“诵经人”（Granthi）负责保管经书、管理仪式和宗教事务、带领唱诵经文。锡克教徒的诞生、婚姻、丧葬等仪式，以及各种宗教节庆，均在谒师所举行。
锡克教并无其它宗教中成体系的祭司或神职人员体制，在谒师所任何信徒均可唱诵经书的经文，但一般由诵经人带领唱诵。
谒师所中不设有靠垫或座椅，所有参访者只可坐于地板上，以示对上师的尊敬，以及参访者不论世俗财富、身份的平等地位。参访者一般盘腿坐于宝座前方的空地，不可将脚朝向上师（经书）；习惯上男女信众分坐两侧，但并非强制要求。参访者如需经过上师的宝座，只许从顺时针方向经过或绕过。
所有参访者进入谒师所时，必须脱去鞋子赤脚进入；必须遮住头顶，一般使用头巾，但不可戴帽。谒师所一般会提供头巾或手帕，供未佩戴头巾者临时取用。非锡克教徒亦可参访谒师所。任何参访者在进入谒师所前不得吸烟、饮酒、使用麻醉性药物，不得携带烟草进入。

## 图集

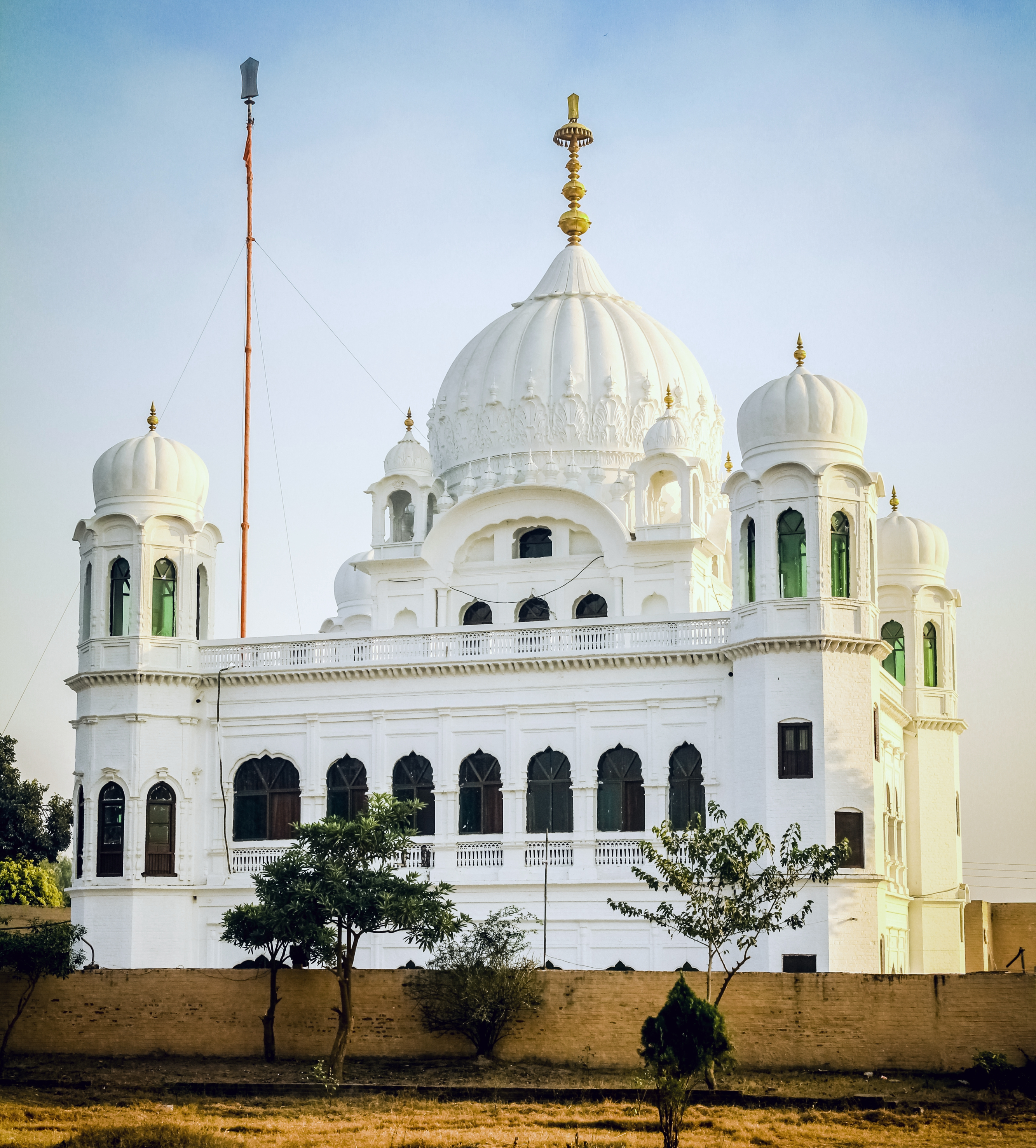
达巴尔·萨希卜谒师所（英语：Gurdwara Darbar Sahib Kartarpur），巴基斯坦卡塔普尔（英语：Kartarpur, Pakistan）
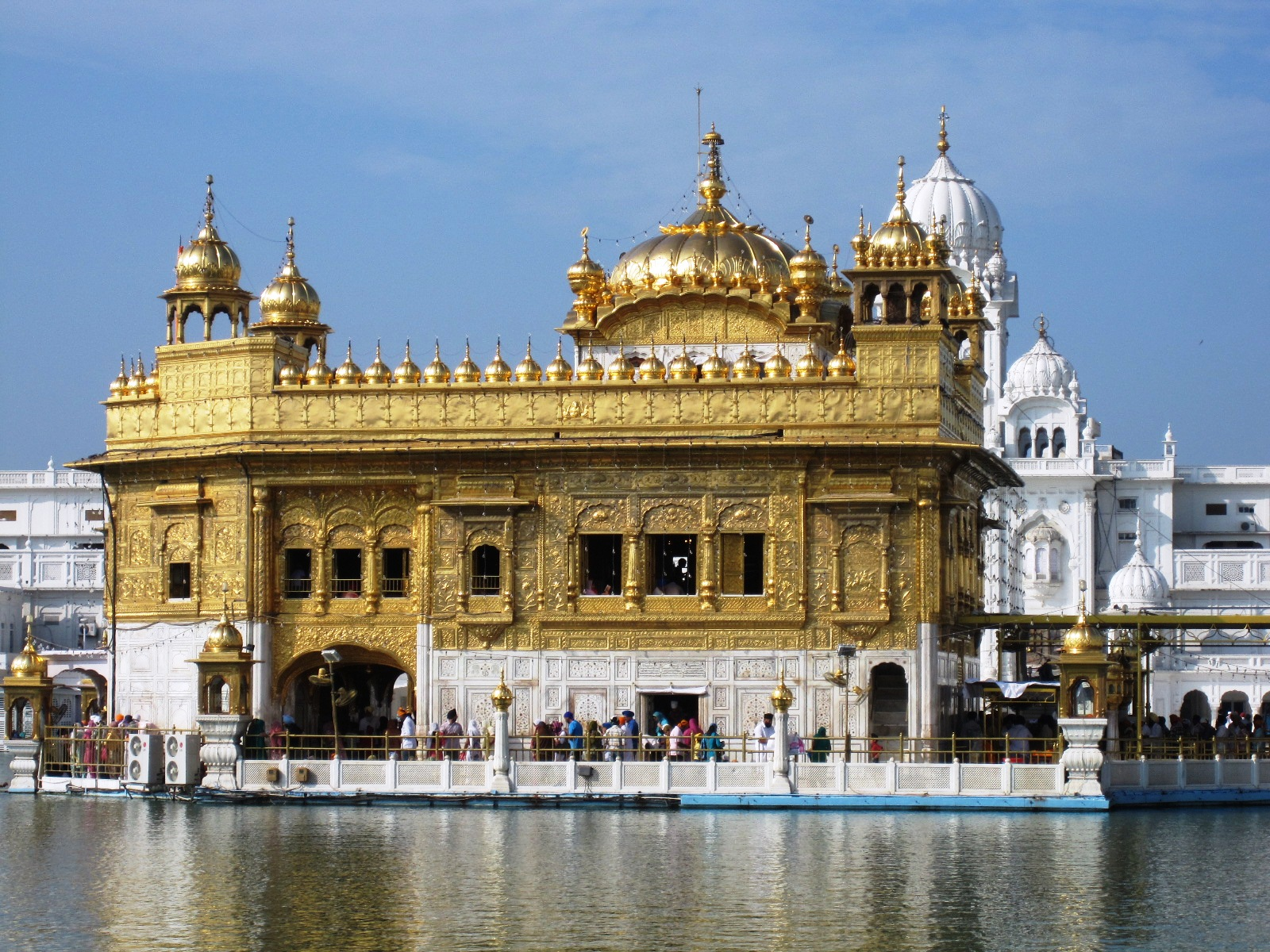
哈尔曼迪尔·萨希卜，印度阿姆利则；通称“阿姆利则金庙”，锡克教最重要的谒师所
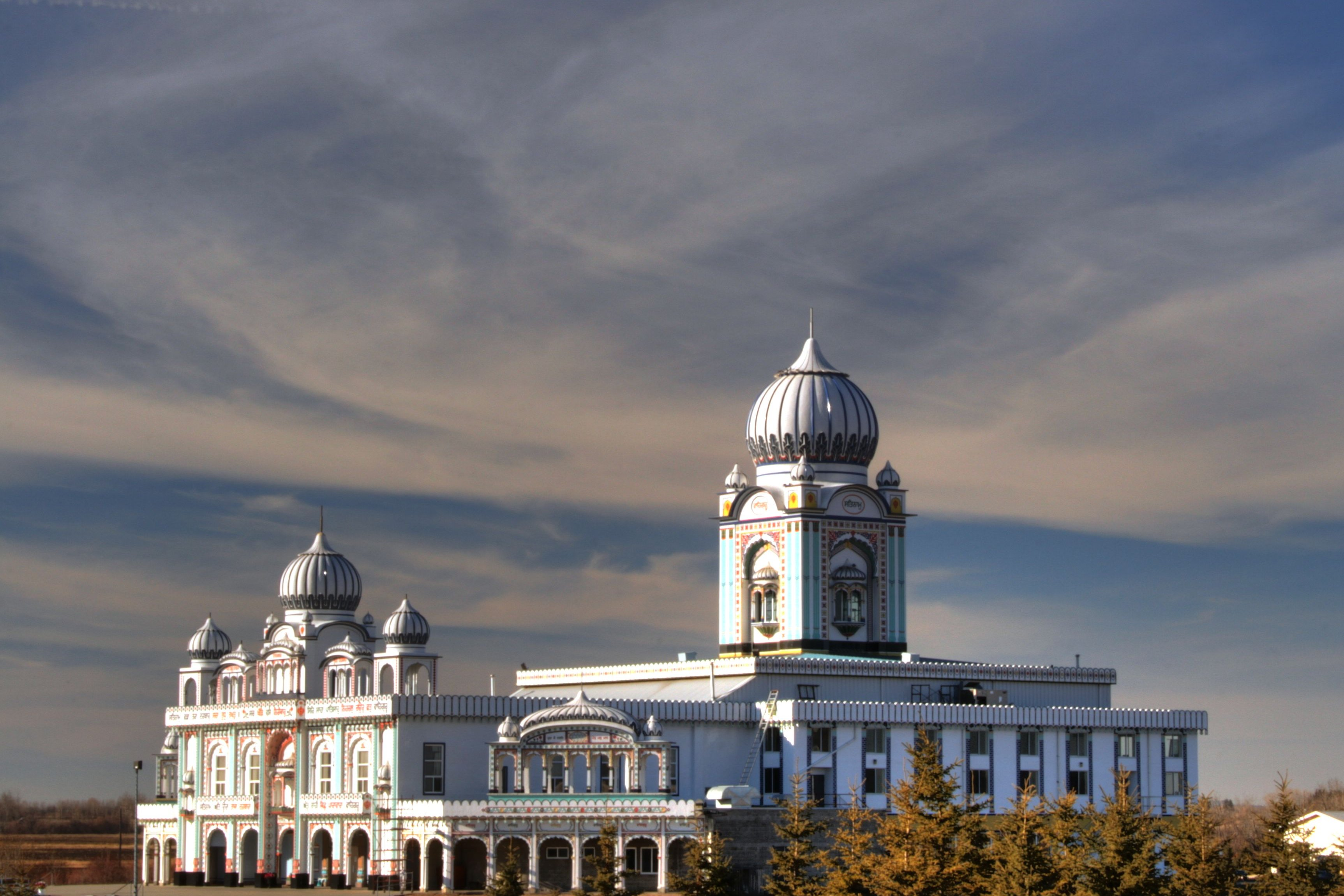
加拿大埃德蒙顿的谒师所
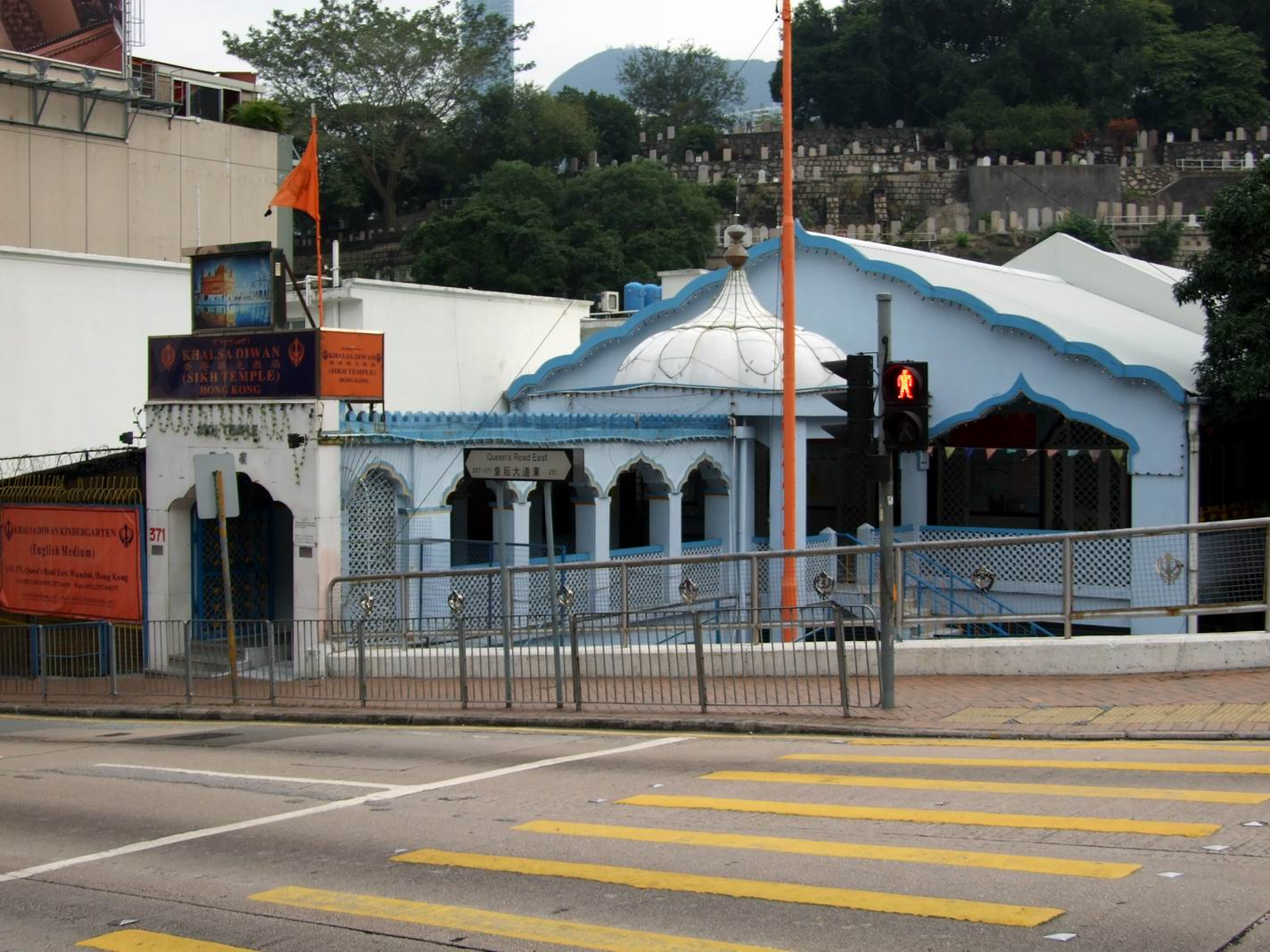
香港灣仔錫克教廟（重建前）
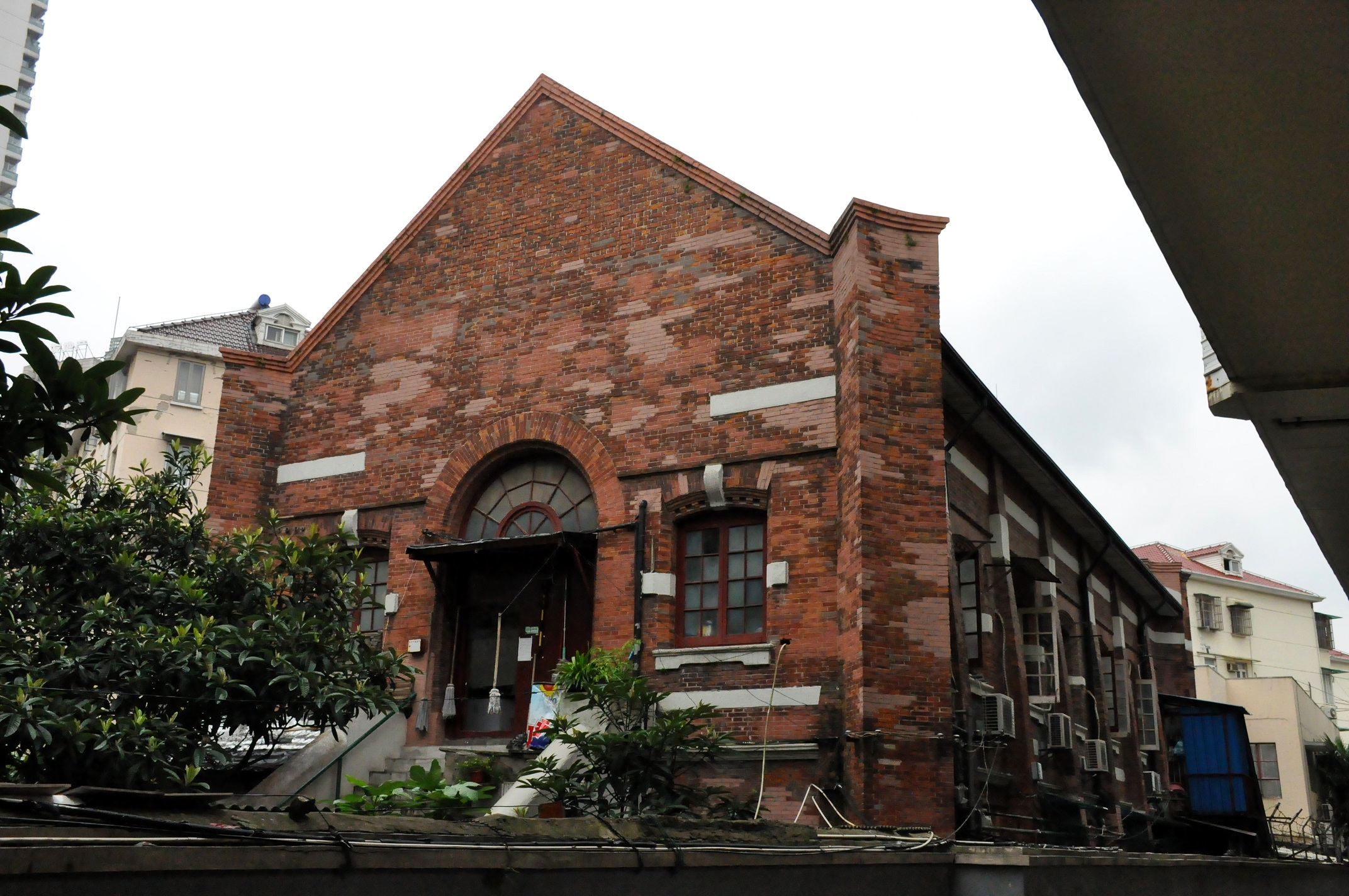
上海宝兴路谒师所旧址

## 外部鏈接
- All Historical Gurudwaras （页面存档备份，存于）
- Siliguri Gurudwara （页面存档备份，存于）